# معركة مرج أردبيل

معركة مرج أردبيل أو معركة أردبيل كانت معركة في السهول المحيطة بمدينة أردبيل في شمال غرب إيران في عام 730. غزا جيش الخزر بقيادة بارجيك، ابن خازار خاجان، المقاطعات الأموية في جبال أذربيجان رداً على هجمات الخلافة الاموية على الخزر خلال فترة الحروب الإسلامية الخزرية التي دامت لعقود من أوائل القرن الثامن.

## المعركة
وفي عام 112هـ، 730م، حدثت معركة عظيمة عند مضيق الدربند (باب الأبواب)، عندما تآمر الترك والخزر وجميع البغاة من مشركي اللان والدربند وسواحل بحر الخزر، عندما نظموا الخزر حركة انتفاضة ضد حكم الإسلاد في أرجاء البلاد على نطاق واسع، وكانت القوة تحت يد القائد الجراح بن عبدالله الحكمي قليلة لاتبلغ عشر القوات المقاتلة التي أعدها المشركون للانتفاضة، ولو كان غير القائد المحنك الجراح الحكمي في ولاية تلك الجهات لكانت الكارثة عظيمة جداَ. اما الجراح قرر أن يضحي بنفسه وبالقوة القليلة التي معه من جند الشام حتى تستعد دار الخلافة لإدراك البلاد قبل ان تخرج من تحت سيطرة المسلمين. فاستخلف اخاه الحجاج ابن عبد الله الحكمي على أرمينية، وعبر الكر بالقوة القليلة التي معه حتى قطع النهر المعروف بالسمور وصار إلى الخزر – مركز الفتنة ومصدر الثورة – فقتل منهم مقتلة عظيمة، وقاتل أهل بلاد حمزين، ثم صالحهم على ان نقلهم إلى رستاق خيزان، وجعل لهم قريتين منهم انزلهم فيها. وتقدم إلى أهل غوميك فأوقع بهم وسبى منهم. ثم قفل فنزل شكى، فأجتاحه الشتاء ببرودته القاسية. فأستراح الجيش في مدينة برذعة والبيلقان ريثما تنقضي حدة الشتاء. وفي خلال ذلك ثارت الخزر وعبرت الرس، فحاربهم الجراح في صحراء ورثان فانحازوا إلى ناحية اردبيل، وفي حرج اردبيل كانت المعركة الأخيرة التي قضى فيها الجراح وكتبية الله التي كانت تحت قيادته احرج يوم وليلة مرت على جيش من جيوش الدنيا، لأن الكتيبة الصغيرة كانت تقابل عشرات اضعافها من المقاتلين، وكانت متعبة، وتحالف عليها العدو والشتاء والفاقة والانقطاع عن مصادر المدد. وظلت الجيوش العربية بعد ذلك إلى امد طويل تضرب المثل لكل ليلة حربية شديدة بقولها ((ليلة كليلة الجراح)) ولكل يوم عصيب بقولها ((يوم كيوم الجراح بن عبدالله الحكمي))، وفي ذلك اليوم وتلك الليلة استشهد القائد العظيم الجراح بن عبدالله الحكمي وكل من كان معه من المجاهدين إلى آخر مقاتل فيهم (رحمهم الله ورضي عنهم، واعلى مقامهم مع الصديقين في جنات النعيم).
وقد سمي النهر الذي كانت تلك الوقعة على ضفافه (نهر الجراح)، والجسر الذي كانت الوقعة على مقربة منه (جسر الجراح).
قال ابن جابر وفي سنة اثنتي عشرة ومائة غزا الجرَّاح بلاد الترك ورجع؛ فأدركته الترك؛ فقُتِلَ هو وأصحابه؛ وقال أبو سفيان الحميري كان الجرَّاح على أرمينية، وكان رجلاً صالحًا؛ فقتلته الخزر ففزع الناس لقتله في البلدان.
وقال سليم بن عامر دخلتُ على الجرَّاح فرفع يديه؛ فرفع الأمراء أيديهم؛ فمكث طويلاً ثم قال لي يا أبا يحيى هل تدري ما كنا فيه؟! قلتُ لا. وجدتُكم في رغبة فرفعتُ يدي معكم؛ قال سألْنَا اللهَ الشهادةَ فَوَاللهِ ما بقي منهم أحد في تلك الغزاة حتى استُشهِد.
قال خليفة زحف الجرَّاح من برذعة سنة اثنتي عشرة إلى ابن خاقان فاقتتلوا قتالاً شديداً فقُتِلَ الجرَّاح في شهر رمضان وغلبت الخزر على أذربيجان، وبلغوا إلى قريب من الموصل. وقال الواقدي كان البلاء بمقتل الجرَّاح على المسلمين عظيمًا بكوا عليه في كل جند
صعد بارجيك قائد الخزر رأسه على العرش الذي قاد معارك حملته في الشرق الأوسط. وفقا للمؤرخ أجابيوس، فإن العرب عانوا من 20000 قتيل ومرتين من هذا العدد، وهو رقم ربما يشمل سكان أردبيل والمناطق المحيطة بها. بعد انتصارهم، احتل الخزر أردبيل. في العام التالي، قاد بارجيك جيشا إلى الموصل وهُزم. ووفقاً لمحمد بن جرير الطبري وغيره من المؤرخين العرب، فقد غضب المسلمون بشدة من تدنيس بارجيك لرأس قائدهم بأنهم قاتلوا بقوة إضافية. هزم جيش الخزر في الموصل وانسحب شمال جبال القوقاز.

## خبر الوقعة في دمشق
وعندما وصل الخبر إلى قصر الخلافة في دمشق بما يحمله هذا الخبر من أخبار موجعة ومحزنة، وكان الخبر وصل محرفاً يشوبه الإشاعات الغير صحيحة ففهم امير المؤمنين هشام بن عبدالملك ان الجراح قصْـر في الدفاع، فدعا اليه أحد رجال الحرب سعيد بن عمرو الحرشي فقال له: بلغني يا سعيد ان الجراح قد انحاز عن المشركين.
فأجابه سعيد بن عمرو: كلا يا امير المؤمنين، الجراح اعرف بالله من أن ينحاز عن العدو، ولكنه قتل.
قال هشام: فما الرأي؟
قال: تبعثني على اربعين دابة من دواب البريد، ثم تبعث إلى كل يوم دابة عليها اربعون رجلاَ، ثم كتب إلى امراء الأجناد يوافوني بأجنادهم (ففعل ذلك هشام).
يالثارات الجراح
وحينما قصد سعيد بن عمرو تلك البلاد حتى أصاب للترك حتى اصاب للترك ثلاثة جموع وفوداَ إلى خاقان بمن اسروا من المسلمين واهل الذمة، فاستنقذ ما اصابوا وأكثر القتل فيهم. فكان يستجدي ويعلن الجهاد في سبيل في كل مدينة يصل إليها. ووصل إلى مدينة (أرزن)، فلقيه جماعة من أصحاب الجراح بن عبدالله الحكمي وبكوا وبكى لبكائهم، ففرق بينهم نفقةً وردهم معه.
ووصل على رأس المقدمة إلى (خِلاط) وكانت شديدة التحصين، فحصرها وفتحها وقسم غنائمها في أصحابه.
وسار عن (خِلاط)، وفتح الحصون والقلاع شيئاً بعد شيء، إلى أن وصل إلى (برذعة)، فنزلها. وكان ابن خاقان يومئذ بأذربيجان يُغير وينهب ويسبي ويقتل وهو محاصر مدينة (ورثان) سراً يعرفهم بوصولهم ويأمرهم بالصبر فسار الرسول، وقبضوا الخزر على الرسول الذي أرسله الحرشي إلى أهل ورثان يأمرهم بالصبر والاحتساب وينبأهم بقدومه إليهم لنجدتهم، فأخذوه وسألوه عن حاله، فأخبرهم وصدقهم. وقال الخزر له: إن أطعتنا فيما نريد أخلينا سبيلك، وإلا قتلناك، قال: ماذا تريدون؟، قالوا له: تقول لأهل ورثان إنكم ليس لكم مدد، ولا من يكشف مابكم، وتأمرهم أن يسلموا البلد إليها... فأجابهم إلى ذلك.
وحينما وصل هذا المرسول إلى أهل ورثان، وعندما أقترب منهم ليسموا صوته وكان الخزر يترقبون ويترصدون ويسمعون، فقال لأهل ورثان: أتعرفونني؟، قالوا: نعم، أنت فلان! قال: ((فإن الحرشي قد وصل إلى مكان كذا في عساكر كثيرة، وهو يأمركم بحفظ البلد والصبر، وفي هذين اليومين يصل إليكم))، فرفعوا أصواتهم بالتكبير والتهليل.
وقتلت الخزر ذلك الرجل، ثم رحلوا عن مدينة (ورثان)، فوصلها الحرشي في العساكر وليس عندها أحد.
وغادر الحرشي (باجروان)، فجاءه من يخبره بأن الخزر في عشرة آلاف ومعهم خمسة آلاف من أهل بيت من المسلمين أسارى أو سبايا، وقد نزلوا على بعد أربعة فراسخ في مكانه الذي هو فيه.
وسار الحرشي ليلاً، فوافاهم آخر الليل وهم نيام، ففرق أصحابه في أربع جهات، وكبس الخزر مع الفجر، فوضع المسلمون فيهم السيف، فما بزغت الشمس حتى أبادهم المسلمون. وأطلق الحرشي من كان مع الخزر من المسلمين، وأخذهم معه إلى (باجروان).
ولم يكد يستقر به المقام في (باجروان) إلا وأتاه من يخبره بأن الخزر ومعهم أموال المسلمين وحرم الجراح وأولاده في مكان قريب.
وأسرع الحرشي إلى هدفه الجديد، فلم يشعر الخزر إلا والمسلمون معهم، فوضعوا فيهم السيف وقتلوا كيف شاؤوا، ولم يفلت من الخزر إلا الشريد، واستنقذوا من معهم من المسلمين والمسلمات، وغنموا أموالهم، وأخذوا أولاد الجراح وحرمه وأكرموهم وأحسنوا إليهم، وحملوا الجميع إلى (باجروان).
وبلغ مافعله الحرشي بعساكر الخزر ابن ملكهم، فوبخ عساكره وذمهم ونسبهم إلى العجز والوهن، فحرض بعضهم بعضاً، وأشاروا عليه بجمع أصحابه والعود إلى قتال المسلمين.
وأستنهض ابن ملك الخزر أصحابة من جهة أذربيجان من أجل قتال جيش المسلمين فجهزوا قوة عسكرية كثيرة.
وتقدم الحرشي إلى جموع الخزر، فالتقى المسلمون بالخزر في أرض (برزند)، فنشب القتال بين الجانبين بشدة وعنف. وانحاز المسلمون وقتاً يسيراً، وتصدعت أركان صفوفهم، ولكن الحرشي حرضهم وأمرهم بالصبر، فعادوا إلى القتال وصدقوهم الحملة.
واستنجد من مع الخزر من أسارى المسلمين، وتعالت اصوات التكبير والتهليل والدعاء إلى الله، فتزايد استقتال المسلمين، ولم ييبق أحد إلا وبكى رحمة للأسرى.
وأستحكمت حملة المسلمين على الخزر، فأنهزموا هزيمة نكراء، فطاردهم المسلمون حتى بلغوا بهم نهر (الرس)، ثم عادوا عنهم أن أطلقوا أسرى المسلمين وسباياهم، وغنموا أموال الخزر، ورجعوا إلى (باجروان).
وجمع ابن ملك الخزر من لحق به من عساكره، وعاد بهم إلى الحرشي، فنزل على نهر (البيلقان)، فالتقوا هناك.
وحمل المسلمون على الخزر حملة صادقة، في منطقة نهر (البيلقان)، فتضعضعت صفوف الخزر. وتتابعت حملات المسلمين، فصبر الخزر صبراً عظيماً، ثم كانت الهزيمة عليهم، فولوا الأدبار منهزمين، وكان من غرق منهم في النهر أكثر ممن قتل.
وجمع الحرشي الغنائم، وعاد إلى (باجروان) فقسمها.
ولم يكتف هشام بإمداد سعيد بن عمرو الحرشي بأمراء الأجناد. بل دعا أخاه ليث الوغى مسلمة بن عبد الملك، وأمره بأن يتجهز للالتحاق بمعسكر الجهاد، قال الطبري : فسار في شتاء شديد البرد والمطر والثلوج حتى جاز الباب في آثار الترك، وخلف الحارث بن عمرو الطائي (أحد قواده) بالباب الذي يسمونه الدبند لئلا يقطع عليه خط الرجعة.